# 鸮鹦鹉
（意为“夜鸚鵡”），是一種夜行性鸚鵡，是鸮面鹦鹉属（学名：Strigops）的唯一一种，全身佈上黃綠色的細點，地棲且不會飛行，是紐西蘭的特有種。鴞鸚鵡在紐西蘭的原住民毛利人心中佔有重要的地位，因此也出現在他們不同的傳說及民間傳奇之中。其學名來自希臘語的strigos：鴞的，為strix一詞的屬格、ops：面孔、habros：柔軟的，和ptilon：羽毛。即擁有鴞的面孔、羽毛柔軟的鳥。
牠臉上有鴞形目獨有的面盤羽毛排列，有獨特的感受器羽鬚、大而灰的喙、短腿大腳、翅膀及相對短的尾巴。牠是世上唯一一種不会飞行的鸚鵡，體型冠絕同類、夜行性、草食性，表現出兩性異形的身體結構，基礎代謝率緩慢，雄性不負責照顧幼小，也是唯一一種實行一夫多妻制、並實行求偶場交配模式的鸚鵡。有研究指牠也可能是世界上壽命最長的鳥類，普遍相信可達60年或以上。從其解剖結構中得知，牠象徵了部分鳥類進化的趨勢—降落於海島後，擁有豐富的食物及極少的天敵，飛行能力並不符合熱力學的效益，因而造成翅膀肌肉退化，胸骨上的龍骨消失，體型變得壯碩強健。
鴞鸚鵡的祖先在史前時代就移居紐西蘭。在沒有哺乳類獵食者的情況下，牠們失去了飛行能力。自波里尼西亞及歐洲殖民者引入如貓、鼠及鼬等生物後，鴞鸚鵡的數目開始大幅下降。打從1890年開始就有保育措施，但大部分均未見成效，直至1980年正式實行的全國性鴞鸚鵡復育計劃。2005年11月，全紐西蘭餘下的鴞鸚鵡僅在四個無捕獵者的地區活動並得到嚴密監管，包括茂伊島、喬基島、科德菲什島及安克島。而在紐西蘭南面峽灣區的兩個島嶼，雷索盧申島及塞克勒特里島上，大規模的海島恢復活動正在進行，以提供一個合適的生境予鴞鸚鵡居住。現時鴞鸚鵡是全球最接近滅絕的物種之一，但其復育計劃成功使該物種在超過半世紀只餘不足50隻個體的情況下，終在2009年三月期間突破100隻。至2020年一月，鴞鸚鵡的數量終提升至211隻。
不同類型的鴞鸚鵡保育活動使這物種變得相當有名，包括近年為數甚多的書籍及紀錄片等均展示了鴞鸚鵡所面臨的困境及危機。其中最早期的包括在1962年，自然學家傑洛德·杜瑞爾應BBC之邀製作了一輯名為《雙雙入叢林》的紀錄片。BBC自然歷史系列也曾選中鴞鸚鵡並由在大衛·艾登堡主持的《飛禽傳》中介紹。馬克·卡沃汀與道格拉斯·亞當斯合撰的《最後一眼》一書中也介紹了這種鳥類。

## 外觀描述

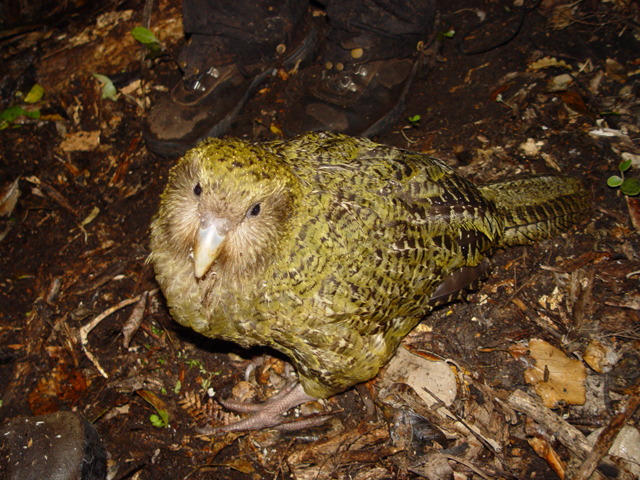
在科德菲什島上一頭一歲大的鴞鸚鵡

鴞鸚鵡是一種肥大而渾圓的鸚鵡；雄性成熟期時體長可達60厘米，重2至4公斤，不能飛，有一對相對短的翅膀，並缺少了鳥類控制飛行肌肉的龍骨。其翅膀不足以使牠飛行，而只作為一般平衡，或在樹上跳下時提供一定程度的支撐作用。正因為此，鴞鸚鵡不像其他鳥類要保持輕盈的身體，牠們多會於體內儲存大量脂肪，使他們的體重冠絕同類。鴞鸚鵡表面的羽毛有多種色彩，除了微黃及如苔蘚般的綠色作為主色外，羽毛上也有黑至深棕色的條紋，這種保護色使牠們能在天然植被下得以隱藏自己。事實上不同個體的色彩、色調及斑駁的花紋可有極大的差異性—某些博物館收藏的標本就是全身披上黃色的。胸部及兩脅均是黃綠色配上黃色條紋，在腹部、尾下、頸部及面部上黃色依然突出，並有綠色條紋及小量斑駁的棕灰色。由於牠們無須應付飛行時所要求的強度及剛度，因此羽毛是令人出奇的柔軟，並得到habroptilus（中譯柔軟的羽毛）這個種加詞去形容。
鴞鸚鵡面上纖細的羽毛組成了引人注目的面盤，這種鴞形目面上常見的特徵使來自歐洲的移民稱牠們為"owl parrot"（中譯：鴞鸚鵡）。他們的鳥嘴旁被靈敏的羽鬚或小鬍子所包圍，用以在低頭前進時感受地面情況並引領牠們。
上鳥喙除了上半部是藍灰色外，其餘部分主要是乳白色，眼睛則是深棕。鴞鸚鵡的腿大而粗壯、鱗狀，並與其他鸚鵡一樣是對趾足（兩趾向前兩趾向後）。牠們的爪子比起其他鸚鵡為大，以方便在樹枝間攀爬。尾巴常在地面上拖行前進，因此尾巴末端的羽毛有被磨損的痕跡。

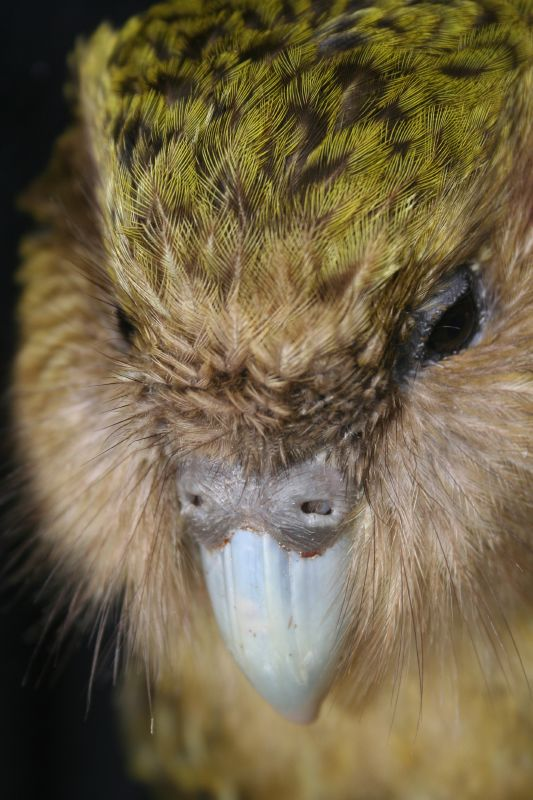
面上的羽鬚及喙

雌性鴞鸚鵡的一些特徵使牠們不難從雄性中分辨出來：牠們的頭部並不渾圓，與喙一樣比較窄長，蠟膜及鼻孔較小，腿及足部修長苗條並帶有粉紅灰色；尾巴比例上較長，全身羽毛的顏色雖與雄性不大分別，但整體的色調較細緻，較少黃色及斑駁的變化。與其接觸時，牠們明顯較抗拒外來者及略具侵略性。與不少鳥類一樣，孵卵期間雌性的腹部的絨毛脫落，附近皮膚表層血管脹大，讓溫暖的血液流經該部分，形成孵卵斑。
與其他鸚鵡一樣，鴞鸚鵡也能夠發出多樣的叫聲。除了求偶時發出響亮而刺耳的叫聲及嗥叫聲外，牠們也會發出嘶卡的聲音來向其他同類標示自己的位置。
鴞鸚鵡有完善的嗅覺系統，能與他們夜行性的生活習慣相輔相成。例如牠們在覓食時就能夠通過氣味來區分出食物；這一習性目前僅在另外一種鸚鵡中找到。另外鴞鸚鵡給人極深印象的特質就是牠身上會發出一種令人愉悅的香氣，不少人常用麝香、果香或蜜糖的味道來形容這種香氣。鴞鸚鵡完善的嗅覺系統及強烈的獨特氣味也被視為社群間獨有的生化傳遞訊息，但這些氣味也成了掠食者搜索這種防禦力薄弱的鸚鵡的重要手段。

### 分類法
由於鴞鸚鵡具備了相當多的特性，因此生物學家起初把牠獨立成科（Strigopidae），也有把牠獨立成鴞鸚鵡亞科（Strigopinae），但現在多把牠歸入鸚鵡科（Psittacidae）中的鸚鵡亞科（Psittacinae）其下。雖然如此，但仍在該亞科中獨立成族，成為鴞鸚鵡族、鴞鸚鵡屬中的唯一成員。
早期的鳥類學家曾認為鴞鸚鵡與位於澳洲的地棲鸚鵡（Pezoporus wallicus；外形相似，僅在受驚嚇時半滑行）及夜鸚鵡（Pezoporus occidentalis；異常神秘的一種夜行性鸚鵡）有關連；也有指與新西蘭的啄羊鸚鵡族中幾種鸚鵡有親連聯係。但直至2005年一次ZW性別決定系統DNA序列研究中，才確定了鴞鸚鵡與啄羊鸚鵡族中的兩種現存鸚鵡，啄羊鸚鵡（Nestor notabilis）和卡卡鸚鵡（Nestor meridionalis）有親連關係。從分子數據分析中進一步指出兩種啄羊鸚鵡族的鸚鵡與單型種鴞鸚鵡均來自同一個祖先，而這祖先一早已脫離了鸚鵡科各種鸚鵡的演化軌跡而獨樹一幟。

## 生態及習性
|  | 自1840年起的最大分佈 |

|  | 化石出沒地點 |

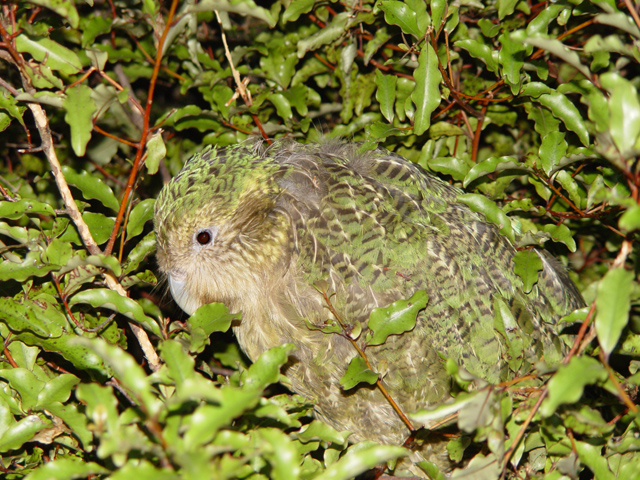
鴞鸚鵡正利用羽毛的保護色來偽裝自己

由於原生於紐西蘭的哺乳動物只有小型的蝙蝠（共三個品種，其中一種已絕種），因此，與其他在這島國上的鳥類一樣，鴞鸚鵡在進化過程中替代了一般由不同哺乳動物所佔有的生態位。在人類出現以前，鴞鸚鵡廣泛分佈於全紐西蘭的三大島上。牠們能在不同的生境之中活動而不受干擾，包括束生的禾草區，灌木叢林地及海岸區等，由水平面而致海拔1200米的高地都能發現牠的足跡。牠們也會棲身於森林之中，包括紐西蘭常見的羅漢松科森林，如紐西蘭陸均松、黑松（Prumnopitys taxifolia）、紐西蘭雞毛松、桃柘羅漢松及南青岡科、塔瓦琼楠及卡拉塔樹（Metrosideros umbellata）森林等。

鴞鸚鵡在歷史上的分佈圖

在峽灣區內，經雪崩及岩層滑動後造就的區域，擁有極度豐富的果實資源—如楊桃、茄皮紫、懸鉤子屬中的黑梅、覆盆子等，還有馬桑科中的紐西蘭原生植物等，這些擁有豐富果實資源的地方也被当地人稱作「鴞鸚鵡的花園」。
鴞鸚鵡晝伏夜出，日間棲息於大樹庇蔭下或地上，到了晚上才在牠們的領域徘徊。儘管不能飛，雙翼也不是全無用處，透過展開雙翅牠們能輕微滑翔，並提供平衡及制動力。此外牠們發展出強壯的雙腿，善于攀爬，能登上高耸的樹冠，移動時則利用快速輕搖的步姿走上好幾公里的路。雌性在孵卵期間，每晚仍會在一公里範圍內尋覓食物，並來回兩次，雄性則在求偶季節（10月到翌年1月）走到最遠五公里內的求偶場進行求偶活動。鴞鸚鵡好奇心重，因此與人類互動的紀錄古已有之。曾協助保育的職員及義工們與個別鴞鸚鵡認識較深，發現牠們有不同的性格，如其中一隻叫Sinbad的鴞鸚鵡每晚均會與職員們打招呼，而Hoki則略為有“大小姐脾氣”。
鴞鸚鵡在面對危機或生命受威脅時會有一種作用不大的習性，就是會全身僵硬，一動也不動。牠們希望利用一身保護色，透過不動的姿勢來隱藏自己於附近環境之中。這種技倆用以應付牠們主要的原生天敵—哈斯特鷹（已絕種）非常有效，但自從人類帶來並不以視覺而重用嗅覺的捕獵者的出現，如哺乳動物後（貓和狗等），牠們這種技倆反而加快牠們被捕捉的機會。也正因為此，過去人類一直重用經訓練的狗隻去捕捉鴞鸚鵡。

### 飲食

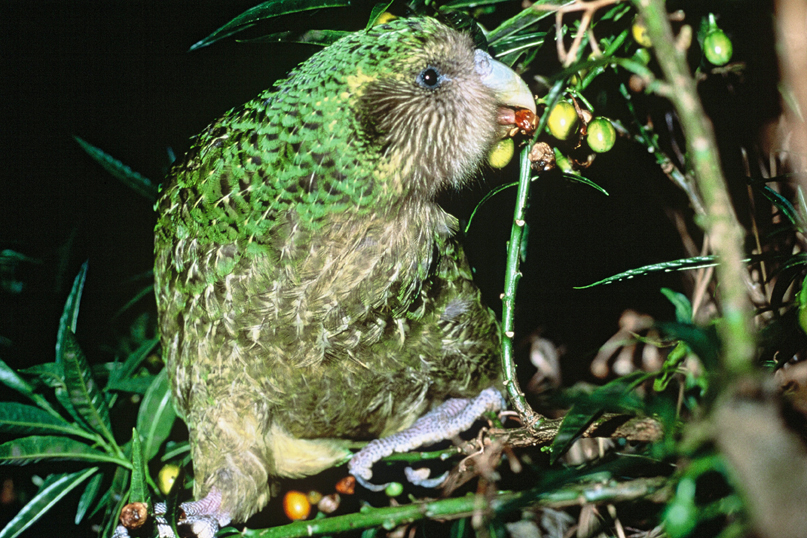
毛伊岛上的一只叫Trevor的鴞鸚鵡正在吃澳洲茄

鴞鸚鵡主要是草食性，原生的植物、種子、果實及花粉等，甚至是一些樹木的邊材都能成為牠們的食物。在1984年的一次關於鴞鸚鵡的食物及食性研究中確認了共25種的食物，並証明了牠們是一種廣泛的草食性生物，對於不同的喬木、灌木而至蕨類植物均感興趣。鴞鸚鵡的喙能有效地碾磨食物，因此牠們只有一個相對小的砂囊，此外，一般相信鴞鸚鵡的前腸內有細菌協助發酵及消化植物。另外牠們有一套獨特的習性，就是會用喙將葉片或蕨葉最具營養的部份挑選出來，難以消化的纖維部份則會留下。這些獨特的、被啄剩的植物殘枝正好用來証明鴞鸚鵡曾在附近出現。透過研究這些顯著的覓食痕跡，發現鴞鸚鵡的覓食範圍一般在10×10 m至50×100 m之間。松紅梅（Leptospermum scoparium）及黃銀松（Lepidothamnus intermedius）常是牠們覓食範圍的中心據點。

### 繁育
在全球所有的鸚鵡當中，只有鴞鸚鵡會利用求偶場交配制度來作為求偶交配的方法。在到達求偶季節時，雄性鴞鸚鵡會聚首在一個仿如競技場的地方舒展雙翼，透過表演獨有的舞蹈及演唱來吸引異性。雌性鴞鸚鵡只會以表演質素來決定對象，其他外在因素也不能左右牠們的選擇。在選擇對像後即進行交配，但不會結成伴侶—牠們相遇只為了傳宗接代。
一到求偶季節，雄性鴞鸚鵡就會離開牠們的居所，並到達山頂或山脊處建立屬於自己的交配競技場。這個競技場最遠離牠們日常生活地區達7公里之遠，而每個競技場相距最遠亦可達50米。在繁殖季節之前，雄性鴞鸚鵡往往會為了爭奪最好的場地而發生打鬥。牠們除了會透過豎起全身的羽毛、跨大雙翅、提爪、大開喙部並發出響亮而刺耳的叫聲及嗥叫來恫嚇對方外，亦會與對方發生正面衝突，而打鬥過後经常出現傷痕。雄性在整個求偶季節均會逗留在牠們所建立的交配場上。

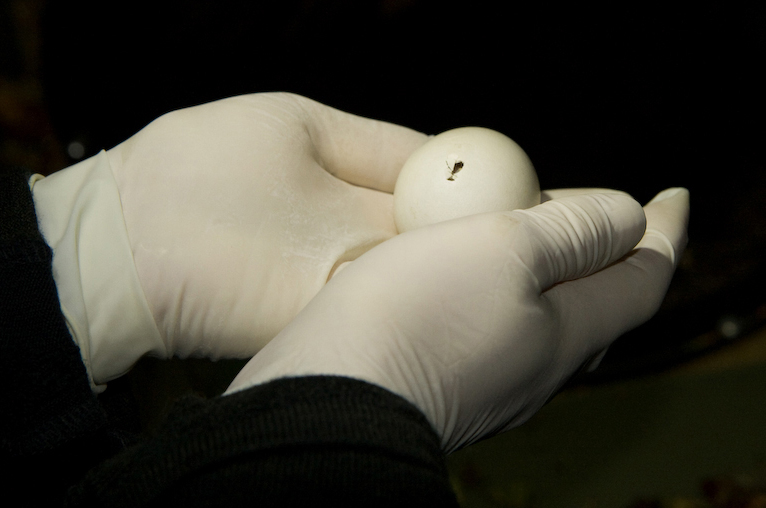
鴞鸚鵡的蛋

每個競技場均為由雄性製成的圓盤形凹坑，最大可達10米，但一般深度及寬度至少能容下一頭半米長的鴞鸚鵡。整個圓盤常毗鄰於石面、田埂或樹幹旁以利反射聲音。除了圓盤外，每隻雄性鴞鸚鵡還會為牠們的圓盤建一條連接的小道或可見的軌跡，沿山脊而建的話可長達50米，圍繞山頂的直徑也可達20米。牠們會一絲不苟地製理好圓盤及小道上的殘骸。研究員們為了得知牠們會否於半夜探視，刻意在牠們的圓盤內放下樹枝等雜物；如果曾於半夜探視，他們會用喙把雜物撿走並帶離圓盤。
為了吸引異性，雄性鴞鸚鵡會使前胸的氣囊充氣，從而發出嘹亮而低頻（低於100Hz）的隆隆作響的嗚叫。起初是低沉的嘀咕，氣囊逐漸擴大後聲量隨隨增加，在持續約20次的嗚叫後就會停止。這時雄性鴞鸚鵡會站立片刻，低頭並再次讓空氣填滿胸腔以準備下一組的嗚叫。這些嗡嗡聲在黑夜時至少1公里外也能聽見，而在好風的晚上更能傳播達5公里之遠。牠們平均嗚叫8小時，一個晚上就能發出近千次聲響。另外整個嗚叫可長達3至4個月，因此牠們也將失去近半的體重。牠們也會在競技場上圓盤內的不同方位發出嗚叫，以使聲音能向四面八方傳送。
這些嘹亮而長距的叫聲也吸引了獵食者的青睞，使牠們的位置眾所皆知。一大群缺乏抵抗力及迅速逃離現場機會的鴞鸚鵡，當遇上哺乳動物獵食者時，即使只有一頭獵食者，也有可能做成嚴重的傷亡。
雌性鴞鸚鵡被其中一頭雄性鴞鸚鵡的嗚叫聲所吸引後，開始從牠們的居所出發，並可能走上幾公里的路來到這區域。當雌性踏入這頭雄性鴞鸚鵡的競技場內後，牠就會停止鳴叫並立即進行表演。內容包括由一邊搖擺到另一邊，並用喙發出卡嗒卡嗒的聲音。不久後雄性會背對雌性，展開雙翼並而倒行的方式接近雌性，而整個試圖交配的表演約維持2到14分鐘後，牠們隨即交配。交配後雌性就會離開並回到自己的家園，等候產卵並孕育小鳥；雄性則繼續留守在交配場內發出嗚叫，而吸引其他的異性。

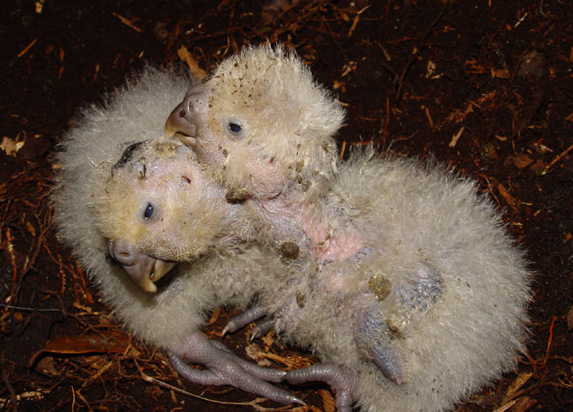
鴞鸚鵡幼鳥

牠們多在地上植物的掩護下、或是諸如樹洞般的洞穴內築巢，每個生育期內最多能誕下3隻鳥蛋。牠們專注地進行整個孵化過程，但卻因覓食而被迫在晚上離開，因此被捕獵者吞食或胚胎冷卻往往會在母親不在的時候發生。鴞鸚鵡的蛋一般在30天後孵出，初鳥全身披上灰色的絨毛。自蛋孵出後，雌性鴞鸚鵡會持續哺育約3個月，即使幼鳥在完全長出羽毛後與仍會與母親多住好幾個月。對捕獵者而言，幼鳥不比仍在鳥蛋內的牠們堅強。當成年的鴞鸚鵡被獵殺後，牠們同樣難逃一劫。在10到12週後幼鳥才會首次離開巢穴。隨著牠們愈來愈獨立，母親仍會個別地餵哺牠們達6個月之久。
由於鴞鸚鵡頗長命，因此牠們會先享受一段青年期後才進行繁殖。雄性鴞鸚鵡在5歲以前不會開始牠們的求偶嗚叫；雌性更要到9至11歲才開始尋訪異性。這段在繁殖期前的延誤減少了求偶期間所遇到的危機，從而延長了牠們的性命。鴞鸚鵡是其中一種繁殖率最低的鳥類，牠們並不會每年都進行繁殖，而只在有大量食物供應的年度—例如該年的樹木結出特別多的果子—才會進行。紐西蘭陸均松的種子數目是誘發牠們進行繁殖的重要因素，但這種高大喬木每3到5年才會大量結果。因此在陸均松佔優勢的森林，如科德菲什島上，鴞鸚鵡的繁殖並不頻繁。
另一個關於鴞鸚鵡繁育體制的有趣資料是，雌性鴞鸚鵡可因應其母體的狀況，從而改變後代的性別比例。當雌性鴞鸚鵡進食了較多富含蛋白質的食物後，牠們就會誕下雄性為主的後代（雄性一般較雌性重30至40%）。因此，雌性鴞鸚鵡仍會在食物或資源供應緊張的時候誕下後代，但會偏向於誕下單一性別以使種群內的性別得以分散（例如集中在雌性的後代），而在食物量豐富的時候則無此顧慮。雄性鴞鸚鵡則會在食物量豐富時多與不同的雌性交配，以達致物種延續的天賦使命。這一研究支持了在演化生物學中備受爭議的特拉威斯-韋爾拉假說。這種與母體體重狀況而影響後代性別的研究對保育計劃有重要影響。因為在提供補充食物提高繁殖率的同時也會減少較具保育價值的雌鳥後代的出生機會，因此嚴格控制母體的狀況才能達致雙贏的局面。

## 保育
根據化石紀錄，鴞鸚鵡一度是紐西蘭境內三種最常見的鳥類之一，但自從紐西蘭的人類活動日漸頻繁後，鴞鸚鵡的個體數目便開始大幅下降。因此，自1891年就開始有針對性的保育計劃在當地實施。較成功的保育計劃來自1989年開始並運行至今的鴞鸚鵡復育計劃。

### 人為影響
第一個導致鴞鸚鵡數目大減的因素就是人類的到來。根據毛利人的民謠故事，在1000多年前，波利尼西亞人首次踏足這片「長白雲之鄉」前，鴞鸚鵡曾在這片土地上廣泛分佈。根據半化石及貝塚沉澱出的証據顯示，鴞鸚鵡在毛利人來臨以前及早期時間，一度分佈在包括北島、南島及斯圖爾特島等三大島上。但來自波利尼西亞的毛利族移民者會捕獵鴞鸚鵡作為食物、或作為製作衣服及華貴服飾等材料，弄乾了的頭臚也會掛於耳上而成為裝飾品。此外，牠們缺乏飛行能力，身上強烈的氣味及受驚時靜止不動等特性更使牠們無力對抗獵人們及其靈敏的犬隻。牠們的鳥蛋也備受破壞，由毛利人帶來紐西蘭的緬鼠就常以此為食。毛利人對天然植被的開發也減少了鴞鸚鵡可供活動的生境範圍。雖然在歐洲殖民者來到前鴞鸚鵡已在多個原生區域減絕，包括北島上的南部的塔拉鲁阿岭及北部的奧倫吉山等，牠們仍得以隱身在北島的中部及南島的森林地帶。
自1840年起歐洲殖民者在紐西蘭出現後，更多更廣闊的土地被他們改為耕作及放牧等用途，鴞鸚鵡及其生境進一步被侵害。他們帶來了更多的狗隻及多樣的哺乳動物，包括家貓、黑鼠及白鼬等。直至1845年，英國動物學家喬治·羅伯特·格雷對其皮毛進行首次描述前，歐洲人對鴞鸚鵡所知甚少。自此之後，歐洲的殖民者開始學習毛利人，利用狗隻搜捕鴞鸚鵡。在十九世紀後期，基於對科學研究的好奇及狂熱，鴞鸚鵡變得廣為人知，引致數以千計的個體被大規模的捕捉，以作為動物園、博物館及收藏家們的囊中物。大部分被捕捉的個體往往在一個月內就會死亡。至少在1870年以後，收藏家開始知道鴞鸚鵡數量減少的事實，但這並沒有使他們停止收購；相反，他們反而擔心無法收藏這種獨特的鳥類。他們只希望在鴞鸚鵡減絕以前收集愈多愈好的收藏品。
1880年，為了減少入侵物種野兔的數目，大量鼬科動物（如雪貂、白貂及鼬屬的不同種等）被引進到紐西蘭這片國土上，但同時他們也干擾了原有的生態系統，極多數的原生物種如鴞鸚鵡等亦成為其捕食對象。一些草食性動物如鹿等，也與鴞鸚鵡競爭食物，甚至令某些鴞鸚鵡愛吃的植物滅絕。載至1894年，於北島旺阿努伊河上游仍有鴞鸚鵡的紀錄，但在1895年，最後一頭於北島凯马纳瓦山的鴞鸚鵡被當地原居民捕獲後，就再也沒有鴞鸚鵡於北島出沒的紀錄。

### 早期保育成果

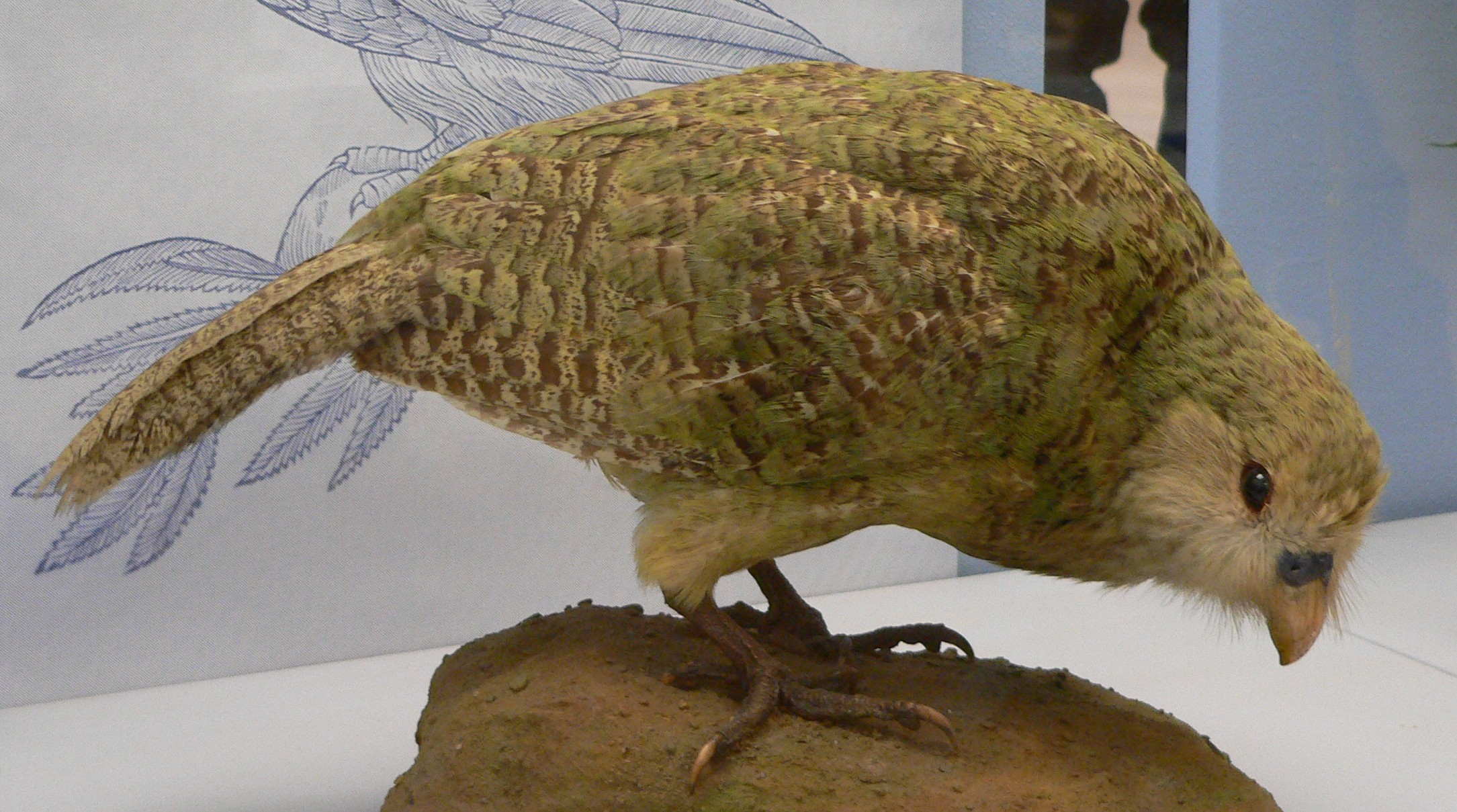
數以千計的鴞鸚鵡成為全球博物館的收藏品

1891年，紐西蘭政府將峽灣區內的雷索盧申島定為自然保護區；1894年，政府委任理查德·亨利為當地負責人。作為一名自然愛好者，亨利很早就發現紐西蘭的原生鳥類的數目正不斷下降，因此他嘗試將諸如鴞鸚鵡及奇異鳥等不能飛的鳥類從不同地方轉移到這片淨土上。六年間他為雷索盧申島帶來了200隻以上的鴞鸚鵡。但在1900年，相當數目的白貂游過大海並佔據了這片土地，在另一個六年，它們再一次趕絕了還是新移民的鴞鸚鵡。
1903年，三頭鴞鸚鵡移離雷索盧申島而被送到另一個自然保護區，位於奧克蘭東北的小巴爾島，但流浪貓的出沒令這個小島不再見到鴞鸚鵡的影踪。1912年，另外三頭鴞鸚鵡被放到首都惠靈頓西北部的卡皮蒂島上。其中一頭頑強的鴞鸚鵡一直活至1936年，儘管在這期間流浪貓一直都在這個島上橫行。
1920年時鴞鸚鵡已在北島絕跡，而在南島的數目正不斷下降；嚴峻的峽灣地區是牠們最後的避難所。踏入1930年，鴞鸚鵡的出沒仍偶有報導，可能是聽到牠的聲音，或是被獵人及修路工人所捕獲。1940年起，有關發現鴞鸚鵡的報導已經幾乎絕跡了。

### 1950–1989年間保育成效

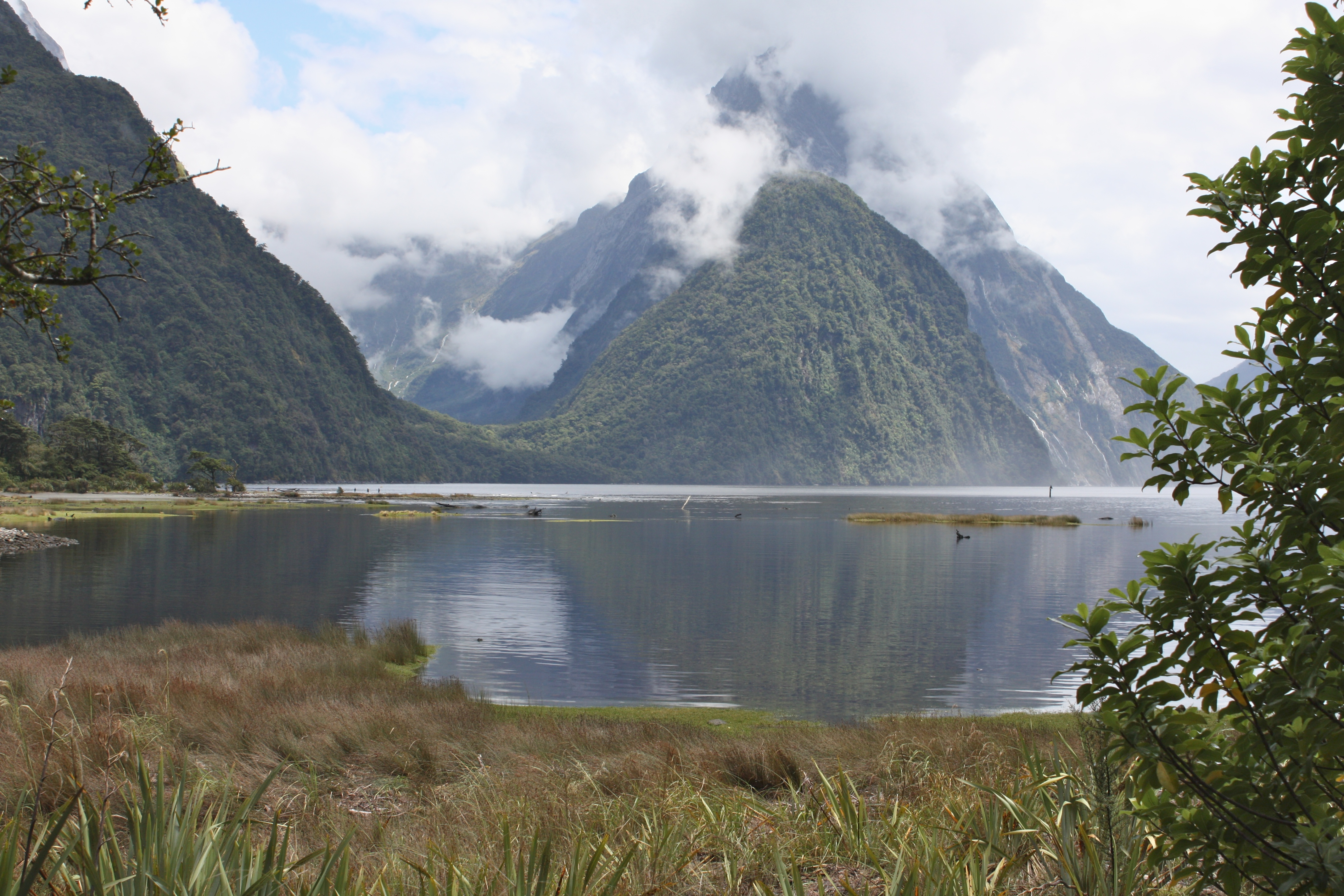
辛巴達衝溝（Sinbad Gully），一座位於山脈之間的峽灣，是鴞鸚鵡在新西蘭大陸最後的棲息地之一。

1950年，紐西蘭野生動物署正式成立，以搜索鴞鸚鵡為目標的野外考察持續進行，地點多在峽灣地區，今卡胡朗吉國家公園一帶。於1951至1956年間共7次的野外考察只找到零星的數量，直至1958年才捉到第一頭鴞鸚鵡並在鄰近的米爾福德峽灣釋放。1961年多找到6頭，其中一隻被即時釋放，而另外5頭則被轉移到北島上鄰近馬斯特頓的雀鳥保護中心的鳥舍內。可是其中4隻在月內即告死亡，而第5隻亦在4年後死亡。在接下來的12年間，多次的考察對保育並無成效，只引証出鴞鸚鵡的數目逐年下降。1967年捕一隻鴞鸚鵡亦於翌年去世。
1970年代初，鴞鸚鵡是否仍然存在已幾成問號。1974年尾，科學家再次找到少數的雄性，並首次科學性地觀察到鴞鸚鵡的求偶嗚叫。這次觀察令唐·默頓首次推測出鴞鸚鵡的求偶場交配制度行為。
1974至1976年間找到的14隻，及1977年找到的18隻，全部均是雄性。當時有不少人相信所有雌性已經死亡，鴞鸚鵡已經是功能上滅絕了。此外，所有由紐西蘭野生動物署於1951至1976年間發現的鴞鸚鵡，均是在被冰川重重覆蓋的U形峽谷上的陡峭沿涯上找到。這些險峻的地勢減慢了草食性動物入侵的進度，使不少原生植被得以保留。1976年，當這些險峻地區仍然無法阻擋小巧的鼬類的入侵後，只有少數雄性得以在最險要的峭壁頂端苟存下來。
雖然紐西蘭政府在斯圖爾特島上曾接到鴞鸚鵡出現的報告，但在1977年上半年以前，並沒有野外考察活動在該地進行。1977年尾，一次野外考察活動中的首天就找到鴞鸚鵡求偶時製作的圓盤及小道；之後，在近8000公頃的灌木叢林地及森林中找到為數達100至200頭的鴞鸚鵡，並相信當中有雌性存在。鼬科動物並沒有成功入侵斯圖爾特島，但流浪貓卻有不少。一個統計資料指出，每年被貓所殺害的鴞鸚鵡數目，其掠殺比率可達56%。在這個高比率下，沒有鴞鸚鵡能夠存活下來，因此一系列深入透徹的貓隻控制計劃在1982年執行，自此之後再沒有鴞鸚鵡被貓隻殺害的案例發生。雖然如此，但要確保鴞鸚鵡能夠繼續存活，科學家仍認為應把鴞鸚鵡帶到一片沒有捕食者的海島上，並在1982至1997年間完成全部的移離活動。

### 鴞鸚鵡復育計劃
| 1974-1992年間鴞鸚鵡所進行的遷地保育 | 1974-1992年間鴞鸚鵡所進行的遷地保育 | 1974-1992年間鴞鸚鵡所進行的遷地保育 | 1974-1992年間鴞鸚鵡所進行的遷地保育 |
| 移送至                              | 鴞鸚鵡數目                          | 死亡< 6個月                         | 截至1992年11月的存活數目            |
| ----------------------------------- | ----------------------------------- | ----------------------------------- | ----------------------------------- |
| 茂伊島 (1974–81)                    | 9 (6♂, 3♀)                          | 3 (2♂, 1♀)                          | 4 (2♂, 2♀)                          |
| 小巴里爾島 (1982)                   | 22 (13♂, 9♀)                        | 2 (1♂, 1♀)                          | 15–19 (10–12♂, 5–7♀)                |
| 科德菲什島 (1987–92)                | 30 (20♂, 10♀)                       | 0                                   | 20–30 (13–20♂, 7–10♀)               |
| 茂伊島 (1989–91)                    | 6 (4♂, 2♀)                          | 0                                   | 5 (3♂, 2♀)                          |
| 瑪娜島 (1992)                       | 2 (2♀)                              | 1 (1♀)                              | 1 (1♀)                              |
| 總數                                | 65 (43♂, 22♀)                       | 6 (3♂, 3♀)                          | 41–55 (27–36♂, 14–19♀)              |

備註: ♂ = 雄性, ♀ = 雌性.
1989年，鴞鸚鵡復育計劃發展起來，鴞鸚鵡復育小組因而成立以實行該計劃，紐西蘭保育部也正式取代紐西蘭野生動物署接管這個工作。其首要任務是先把餘下找到的鴞鸚鵡重置到合適的島嶼上，但當時紐西蘭境內—在重建植被及根除外來哺乳動物的海島復育計劃正式實行前—並沒有一個島嶼是理想地方。最後仍有4個島嶼被挑選，包括：茂伊島、小巴里爾島、科德菲什島及瑪娜島。其中部分島嶼上仍有為數不少的流浪貓、鼬及威卡秧雞（Gallirallus australis）等生物，需經過多次行動才能達到零捕食者的目標。雖然如此，65頭鴞鸚鵡（43頭雄性及22頭雌性）最終成功地轉送到這四個大蛇丸海島上。2005年11月，基於管理上的困難及鼠輩橫行，小巴里爾島及瑪娜島被喬基島及安克島所取代。

自1989年鴞鸚鵡復育計劃推行後，鴞鸚鵡的數目正逐步上升。紅色箭頭表示該年為繁殖年

整個復育計劃的核心部分是對雌性進行策略性餵飼。科學家發現鴞鸚鵡多在新西蘭陸均松的結果年數進行繁殖，但這種含豐富蛋白質的果實及種子卻要三到五年才結果一次，導致鴞鸚鵡的繁殖次數十分低。這觀察結果促使科學家選擇一些合適的代替品以增加它們的繁殖次數。1989年，共六種食物包括蘋果、甘薯、扁桃、巴西堅果、葵花籽及胡桃於每夜投放到12個位於不同島嶼上的餵飼區內，以供牠們自由採食。雄性及雌性鴞鸚鵡均有進食這些食物，並在1989至91年間的夏天，有雌性鴞鸚鵡誕下鳥蛋。雖然成功繁殖率仍低，但這已是自1982年以來首次有雌鳥誕下鳥蛋的紀錄。這些增補的食物不但提升了鴞鸚鵡的繁殖頻率，更影響了母體的狀況，徙而影響後代的性別比率（詳見繁育一節）。只要謹慎控制母體的狀況，這項發現便成為增加雌鳥數目的有效途徑。1981年冬期間，只有體重少於1.5kg的雌鳥才會得到增補食物，以避免大幅增加它們的體重。1982年，雛鳥的性別比率相約，改變了在沒有控制飲食的情況下由雄性後代主導的性別比率的情況。
在繁殖率得到改善後，雛鳥的存活率成為下一個保育要素。在1981至94年間，共有21頭小雛鳥成功誕下，但當中的9隻雛鳥卻被緬鼠殺害或捕食。新一輪的保護方法於1995年引入。當中包括將捕鼠器及毒藥置於可觀察的巢穴附近、利用攝影機及紅外線熱像感應持續觀察巢穴，並利用遙距方法製造出小爆破聲及放出閃光以嚇走靠近的老鼠。此外為成功提高孵化比率，一些守護巢穴的工作人員會在雌島出外覓食而離開時，將一塊小巧而恆溫的發熱毯蓋在鳥蛋或雛鳥身上，以減少胚胎冷卻而死亡的機會。人工授精及由人工餵養雛鳥等方法亦廣泛應用，以增加鳥蛋及雛鳥的成長機會。同年的雛鳥存活率由過往的29%大幅提升至75%。
為了更密切注視整個群落，每頭鴞鸚鵡均帶上無線電接收器。此外，鴞鸚鵡復育小組亦為每頭鴞鸚鵡賦予一個獨一無二的名字。這做法除了是工作人員對每頭鴞鸚鵡的一種親切行為及方便觀察討論外，亦突出了僅餘的個體數目是如此稀少。截至2008年5月，整個鴞鸚鵡群落數目共有91尾，當中包括年紀最老的一尾，以早期重要保育鴞鸚鵡人士理察·亨利命名的一尾鸚鵡，估計年齡達到35至50歲。
2006年，鴞鸚鵡復育計劃發表了新一輪的十年計劃，其多個主要目標包括提升雌鳥的數目到至少60頭，增加基因的多樣性，繼續維護及恢復廣闊的生境以供愈趨增多的種群數目，及繼續維持公眾的關注及支持。
鴞鸚鵡復育計劃在多個範疇上均取得成果，包括種群數目明顯增加，雛鳥的存活率及成鳥的繁殖率均得以提高等，均表明保育計劃的成效。但長遠而言，為鴞鸚鵡建立一個能養活牠們，使牠們在無須特別管理的情況下得以繁衍後代，並在自然生態系統發揮其功能的生境。為此，兩個位於峽灣區內的海島，雷索盧申島及塞克勒特里島上大規模的海島復育活動正在進行，以迎接鴞鸚鵡的到臨。
鴞鸚鵡復育計劃的終極目標是要建立最少兩個可自行持續下去的鴞鸚鵡群落，每個群落當中包括最少50尾有繁殖能力的雌鳥。但截至2014年5月，鶚鸚鵡的數目僅為128尾，距離此一目標仍有一段距離。

## 與毛利文化的關係

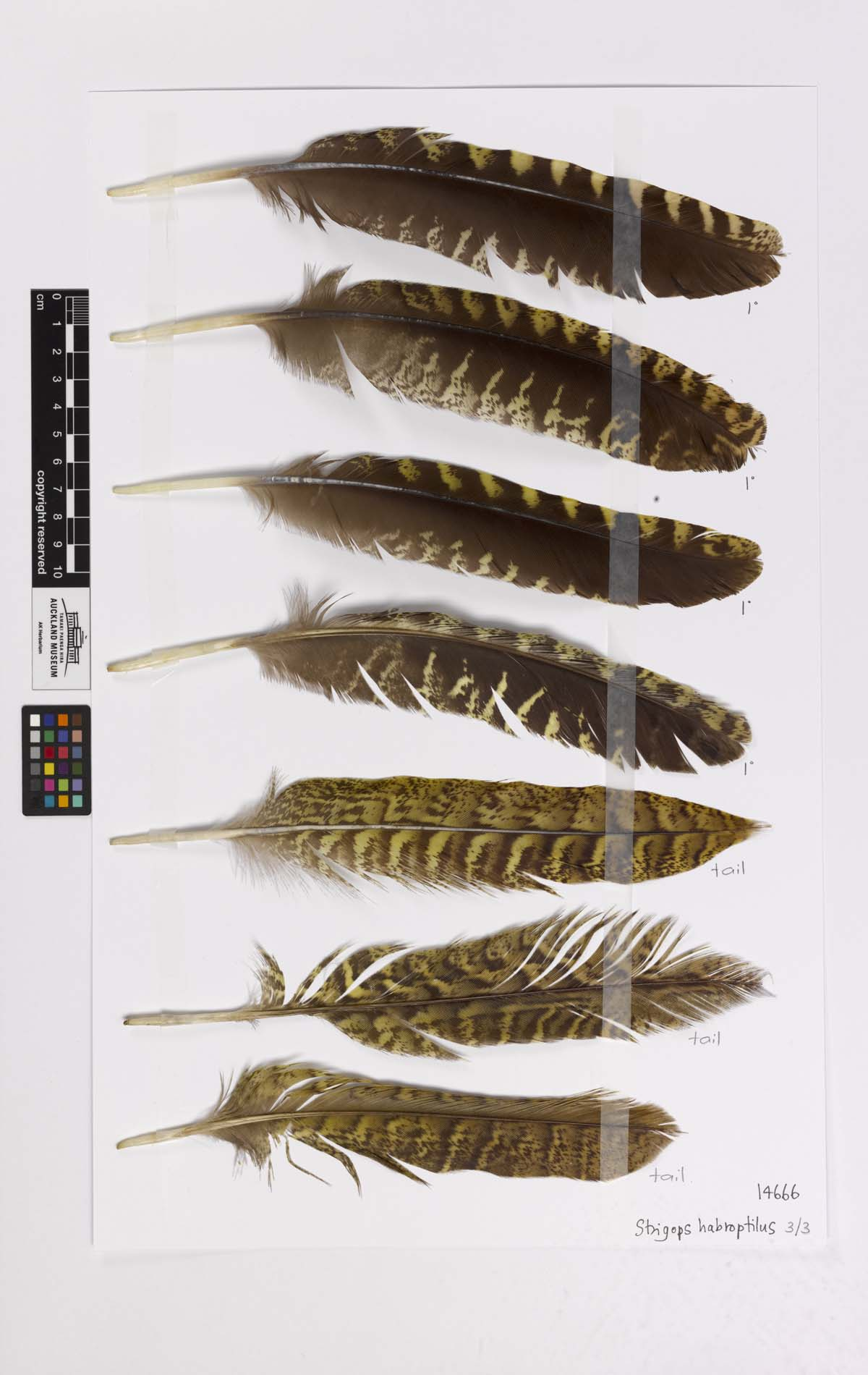
鴞鸚鵡的羽毛

作為單一物種，鴞鸚鵡在毛利的民謠及信仰當中均有豐富的意涵。如牠們不規則的繁殖週期常與飼果豐收年一同出現，像紐西蘭陸均松這類數年才結一次果的樹木也在牠們繁殖的年分結起累累的果實，致使毛利人往往會讚美鴞鸚鵡有預知未來的能力。另一個引證這個說法的理據是來自對牠們的一種觀察。鴞鸚鵡習慣在齒杜英木（Elaeocarpus dentatus）及塔瓦瓊楠（Beilschmiedia tawa）等當造的季節裡把它們的漿果埋在僻靜的水塘內，以備冬天不時之需；毛利人同樣有這個習慣，他們也會為了這個目的，把食物深藏水中。這種獨特的傳統相信來自毛利人對鴞鸚鵡的觀察。

### 食物
在鴞鸚鵡仍在紐西蘭大陸上廣泛分佈的時候，毛利人會捕獵鴞鸚鵡，並因為味道可口而被視為佳餚。其中一種說法認為鴞鸚鵡肉的味道與質感與羊肉差別不大，雖然歐洲殖民者則形容鳥肉有「強烈而急迫的味道」。
每逢求偶季節，雄性鴞鸚鵡均在其求偶場內發出嘹亮的鳴叫，毛利人則可跟從聲音方向輕易地將牠們捕捉。此外在牠們覓食、及在乾旱季節時進行的沙浴也令牠們較易被發現。鴞鸚鵡多在晚間被捕捉，透過不同類型的圈套、陷阱、或是利用波利尼西亞犬等動物，有時也用上多樣的火棒使牠們目眩眼花，並在牠們慣常出現的範圍堵截牠們以利狩獵。捕捉後用毛利人傳統的土煮方式或是用滾油煮熟。
鳥肉本身的脂肪能夠產生防腐作用，因此可直接放在容器內作日後使用。纳塔胡部落（紐西蘭南部主要的毛利部落）會把鳥肉放在由白松樹心皮所造成的籃子、或是由海帶目褐藻等造成的容器內，並把成束的鴞鸚鵡尾羽繫在容器邊上以知識別及作為裝飾用途。鳥蛋亦是毛利人的搜集對象，他們形容鳥蛋為「泛白但不是全白，與新西蘭鳩（Hemiphaga novaeseelandiae）的差不多。」

### 裝飾
鴞鸚鵡除了作為食物而被捕獵外，毛利人也會應用牠們的毛皮—特別是羽毛仍然附在其上的—去製造披風或斗篷。每件這樣的斗蓬需用上11000條以上的鴞鸚鵡的羽毛。這套服飾不但美輪美奐，更具有非常保暖的效果。因此，每件披風均價值連城，特別是少數仍然保存良好的，更被視為聖物而被珍而重之。毛利人的一句諺語「擁有鴞鸚鵡披風卻仍然埋怨寒冷」常用以認容那些貪得無厭的人。鴞鸚鵡的羽毛也常用作裝飾毛利族戰矛泰阿哈，但在真實決鬥時則會被除下。

### 寵物
除此之外，鴞鸚鵡也作為毛利人一種溫柔親切的寵物而被飼養。十九世紀時在紐西蘭的歐洲人，如喬治·格雷爵士就在一封書信中，提及他的一隻鴞鸚鵡寵物在對待他及他朋友的行為，「與其說是隻雀鳥，更像是一隻狗」。

## 延伸阅读
- Ballance, Alison: "Kakapo. Rescued from the brink of extinction" Craig Potton Publishing, Nelson 2010. 216 pages. ISBN 978-1-877517-27-3
- Butler, David. . Auckland: Heinemann Reed. 1989. ISBN 0-7900-0065-2.
- Climo, Gideon and Ballance, Alison. . Auckland: Godwit. 1997. ISBN 1-86962-009-7.
- Jones, Jenny. . Auckland: Reed. 2003. ISBN 1-86948-662-5.
- Murray Williams and Don Merton. . Notornis.
- Eulenpapagei oder Kakapo (Strigops habroptilus). in: Günther Steinig (Hrsg.): Brehms Exotische Vogelwelt. Safari, Berlin ²1963, S.62–71. (Die Darstellung folgt vor allem Beobachtungen frühen Erforschern Neuseelands, wie Julius Haast, Georg Grey und Lyall)
- Jim Rearden: Die letzten Tage des Kakapo. in: Geo-Magazin. Hamburg 1978,2, S.88–102. (über die Erhaltungsbemühungen in Fiordland). ISSN 0342-8311
- Vom Leben eines totgesagten Vogels. in: Geo-Magazin. Hamburg 2006,10(Okt.), S.176–180. ISSN 0342-8311
- Eulenpapagei. Brummend balzt das letzte Männchen. in: R. L. Schreiber, A. W. Diamond, H. Stern, G. Thielcke (Hrsg.): Rettet die Vogelwelt. O. Maier, Ravensburg 1987, S.198–201. ISBN 3-473-46160-1
- Douglas Adams, Mark Carwardine: Last Chance to See. Pan Books, 1990. ISBN 978-0-345-37198-0
- Merton, Don V.; Morris, Rodney B.; Atkinson, Ian A. E. . Ibis. 2008-04-03, 126 (3)  [2022-05-11]. doi:10.1111/j.1474-919X.1984.tb00250.x. （原始内容存档于2022-05-11） （英语）.
- David Cemmick, Dick Veitch: Kakapo Country. The Story of the World's most unusual bird. Foreword by David Bellamy. Illustrationen von D. Cemmick. Hodder&Stoughton, Auckland 1987. ISBN 0-340-41647-5
- Rod Morris, Hal Smith: Wild South. Saving New Zealand's Endangered Birds. TVNZ and Century Hutchinson, Auckland 1988. ISBN 1-86941-043-2
- Philip Temple, Chris Gaskin: The Story of the kakapo. Parrot of the Night. Hodder&Stoughton, Auckland 1988. (Pricewinner: Children's Picture Book of the Year Award 1990). ISBN 0-340-51967-3
- Ralph Powlesland: Kakapo Recovery Plan 1989–1994. Published by The Department of Conservation (DoC), Wellington 1989. ISBN 0-478-01114-8
- Powlesland, R.G.; Roberts, A.; Lloyd, B. D.; Merton, D. V. . New Zealand Journal of Zoology. 1995-01, 22 (3)  [2022-05-12]. ISSN 0301-4223. doi:10.1080/03014223.1995.9518039. （原始内容存档于2022-07-01） （英语）.
- Mary Cresswell, Kakapo Management Group: KAKAPO RECOVERY PLAN 1996–2005.（页面存档备份，存于） Threatened Species Recovery Plan No. 21. Department of Conservation (DoC), Wellington 1996. ISBN 0-478-01773-1
- Don Merton: Kakapo. in: P. J. Higgins (Hrsg.): Handbook of Australian, New Zealand and Antarctic Birds. Bd 4. RAOU. Oxford University Press, Melbourne 1999, 633–646. ISBN 0-19-553071-3
- Tim Higham: The kakapo of Codfish Island. in: New Zealand Geographic magazine. Auckland 1992,15 (July–Sept.), 30–38. ISSN 0113-9967
- Derek Grzelewski: Kakapo. Bird on the brink. in: New Zealand Geographic Magazine. Ohakune 2002, 56 (March–April). ISSN 0113-9967
- Gerard Hutching: Back from the Brink. The Fight to Save our Endangered Birds. Penguin Books Publisher, Auckland 2004. ISBN 0-14-301948-1
- A celebration of kakapo.（页面存档备份，存于） Special Issue of Notornis. Ornithological Society of New Zealand, Wellington 53.2006,1. ISSN 0029-4470

## 外部連結
- （英文）鴞鸚鵡復育計劃官方網站
- （英文）紐西蘭保育部的鴞鸚鵡頁面
- （英文）TerraNature上的介紹（页面存档备份，存于）
- （英文）鴞鸚鵡的圖像及短片（ARKive）
- （英文）鴞鸚鵡的詳細圖片（页面存档备份，存于）
- （英文）得到特別照顧的稀有鸚鵡（页面存档备份，存于）（BBC新聞）